# Peritapnia
Peritapnia is een kevergeslacht uit de familie van de boktorren (Cerambycidae). De wetenschappelijke naam van het geslacht werd voor het eerst geldig gepubliceerd in 1894 door Horn.

## Soorten
Peritapnia omvat de volgende soorten:
- Peritapnia fabra Horn, 1894
- Peritapnia minima Chemsak & Linsley, 1978
- Peritapnia nudicornis (Bates, 1885)
- Peritapnia pilosa Chemsak & Linsley, 1978